# Calle Los Andes

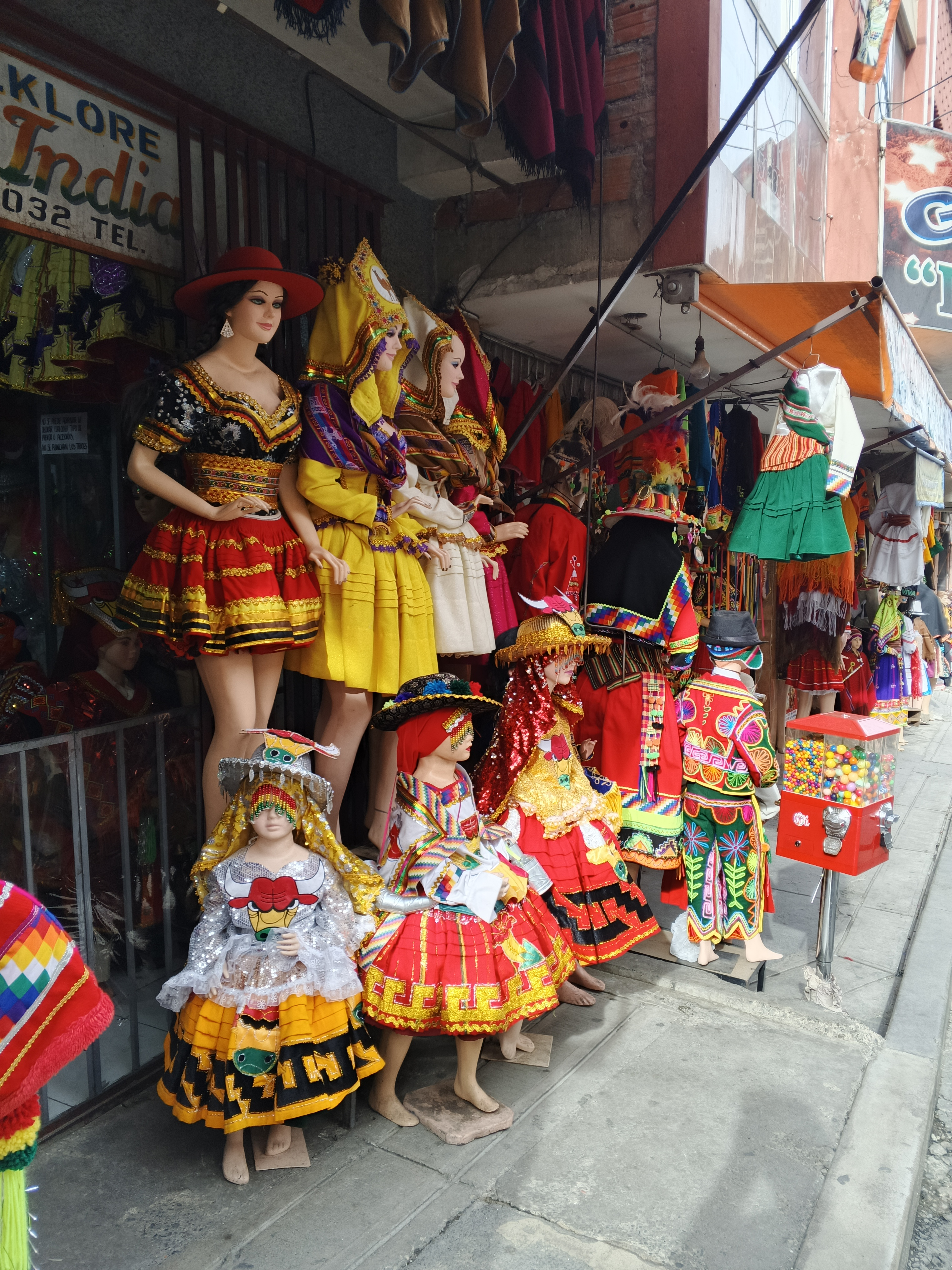
Trajes típicos expuestos en la calle Los Andes.

La Calle Los Andes es una calle de la ciudad de La Paz, Bolivia, conocida por albergar negocios de artesanos que se dedican a confeccionar trajes típicos de danzas bolivianas que se utilizan, sobre todo, en entradas folklóricas.Se encuentra en el macrodistrito Max Paredes de la ciudad, en una zona conocida por sus mercados y su comercio. 

## Confección, alquiler y venta de trajes típicos

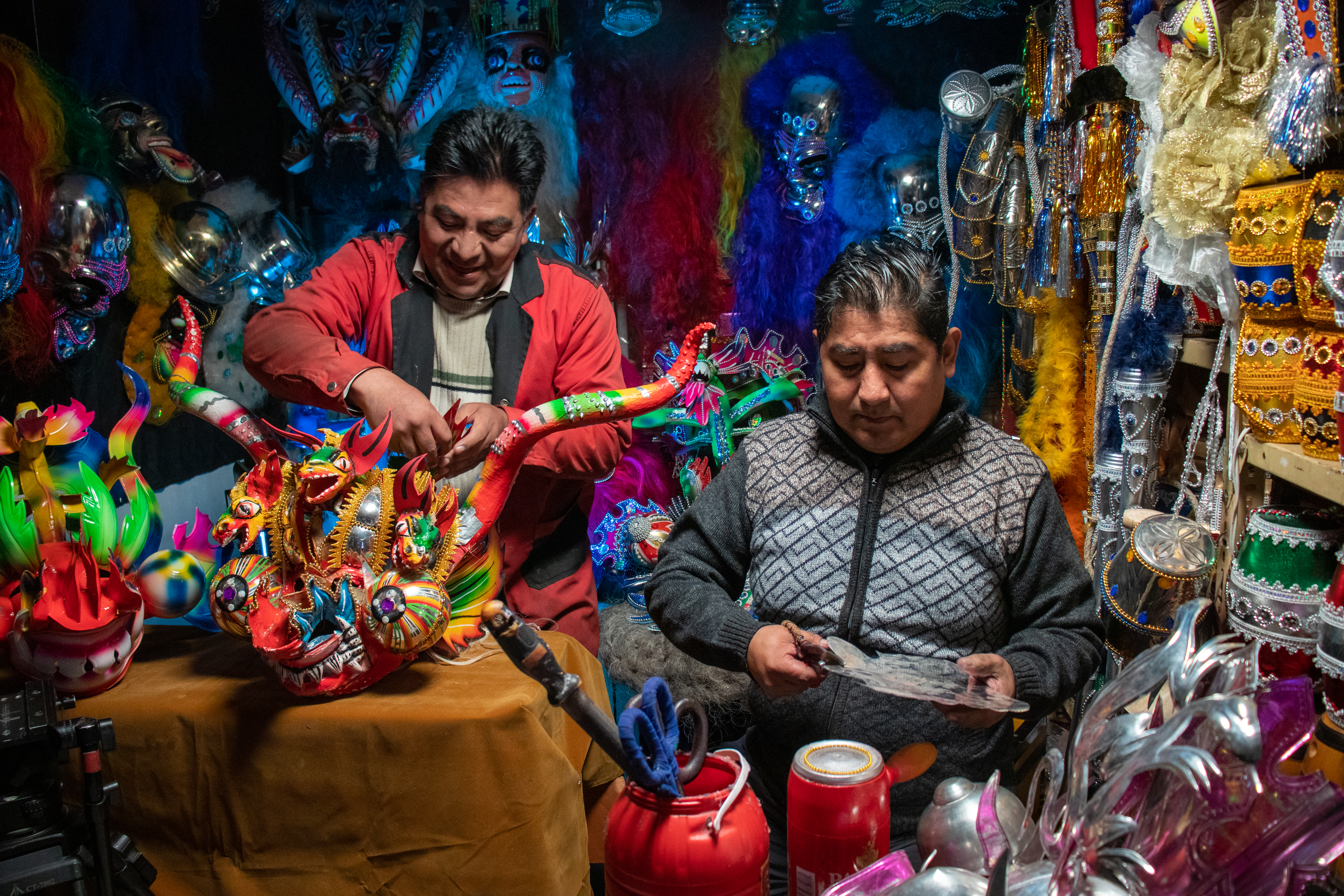
Dos artesanos mascareros

En las galerías de esta calle se pueden alquilar o comprar trajes típicos para celebraciones de todo el país, como el Gran Poder y el Carnaval de Oruro, entre otras.
Buena parte de los artesanos que comercializan sus trajes en esta calle pertenecen a la Asociación Mixta de Artesanos Bordadores Autodidactas (AMABA). También están los denominados mascareros, que elaboran máscaras, sobre todo de hojalata, y boteros, que se dedican a la confección de zapatos.

## Conflictos
Dado que en la calle se negocian trajes típicos, a veces se utilizan plumas o pieles de animales protegidos y cuyo uso y comercialización es ilegal. En un operativo de 2024 se decomisaron decenas de plumas de Suri utilizadas en trajes de Tobas.
Igualmente, el año 2020, durante la pandemia por Covid-19, los artesanos de la calle Los Andes se declararon en emergencia después de la cancelación de la fiesta del Gran Poder. Un año después, en 2021, los artesanos recibieron la vacuna contra el Covid para poder seguir desempeñando sus funciones, dado que su sector fue uno de los más afectados por la crisis sanitaria.